# مورا، کوئینزلند
مورا (به انگلیسی: Moura) یک شهرک در استرالیا است که در Shire of Banana واقع شده‌است.